# Benito Cosculluela
Benito Cosculluela (Codo, 1740 - Pamplona, 2 de octubre de 1794) fue un impresor y tipógrafo español del siglo XVIII. En 1767 inició un negocio de librería en Pamplona que en 1774 amplió con un taller de imprenta lo que le permitió trabajar también como editor. Permaneció activo hasta su muerte en 1794, cuando continuó el negocio su hijo Miguel Ignacio de Cosculluela.

## Vida
Benito Cosculluela, también conocido como Coscolluela, nació en 1740 en Codo, cerca de Belchite, en la provincia de Zaragoza. Sin que se conozca la fecha, se instala en Pamplona para trabajar en una imprenta de la ciudad, posiblemente en el taller de Miguel Antonio Domech. 
En 1763, con 23 años, contrae matrimonio con María Josefa Echalecu, dos años más joven que él. Era una pamplonesa de posición acomodada cuya familia no tenía  relación con el sector de impresores. Esta cobró en 1782 casi siete mil reales de vellón como herencia de un familiar residente en Madrid. 
Tuvieron al menos tres hijos. El primogénito, Miguel Ignacio, nacido en 1763, continuó en el negocio familiar a la muerte de su padre.
Benito Cosculluela vivió en la calle Navarrería, cerca del taller de Miguel Antonio Domech, que debió de ser su patrón. Posteriormente en 1776 aparece con domicilio y taller en la calle Zapatería del barrio de San Nicolás, y a partir de 1781 regresó a la Navarrería, cerca de la fuente de santa Cecilia, donde se congregaban la mayor parte de las imprentas y librerías de la capital navarra. Finalmente, desde 1789 la vivienda e imprenta están en un local de la plaza del Castillo con entrada también por la calle Estafeta. Aquí fallecerá.
Su salud debió de deteriorarse a partir de 1790, cuando se advierte la reducción de su actividad impresora. Sea como fuere, en 1793 asegura el futuro del negocio al vincularlo a su primogénito, Miguel Ignacio, y al mismo tiempo emancipa a su hijo Tadeo, que con 17 años se dedicaba al comercio en Veracruz.
La valoración de los bienes de Benito Cosculluela al final de sus días es notablemente positiva: se estima en 37 516 reales de plata, de los que 16 677 corresponden a la imprenta, 11 839 a la librería, 5000 a utillaje diverso y 4000 a dinero en efectivo. 
El impresor asalariado, creador de su propio negocio de imprenta, librería y editorial, falleció, al año siguiente de arreglar su sucesión, cuando contaba unos 54 años. 

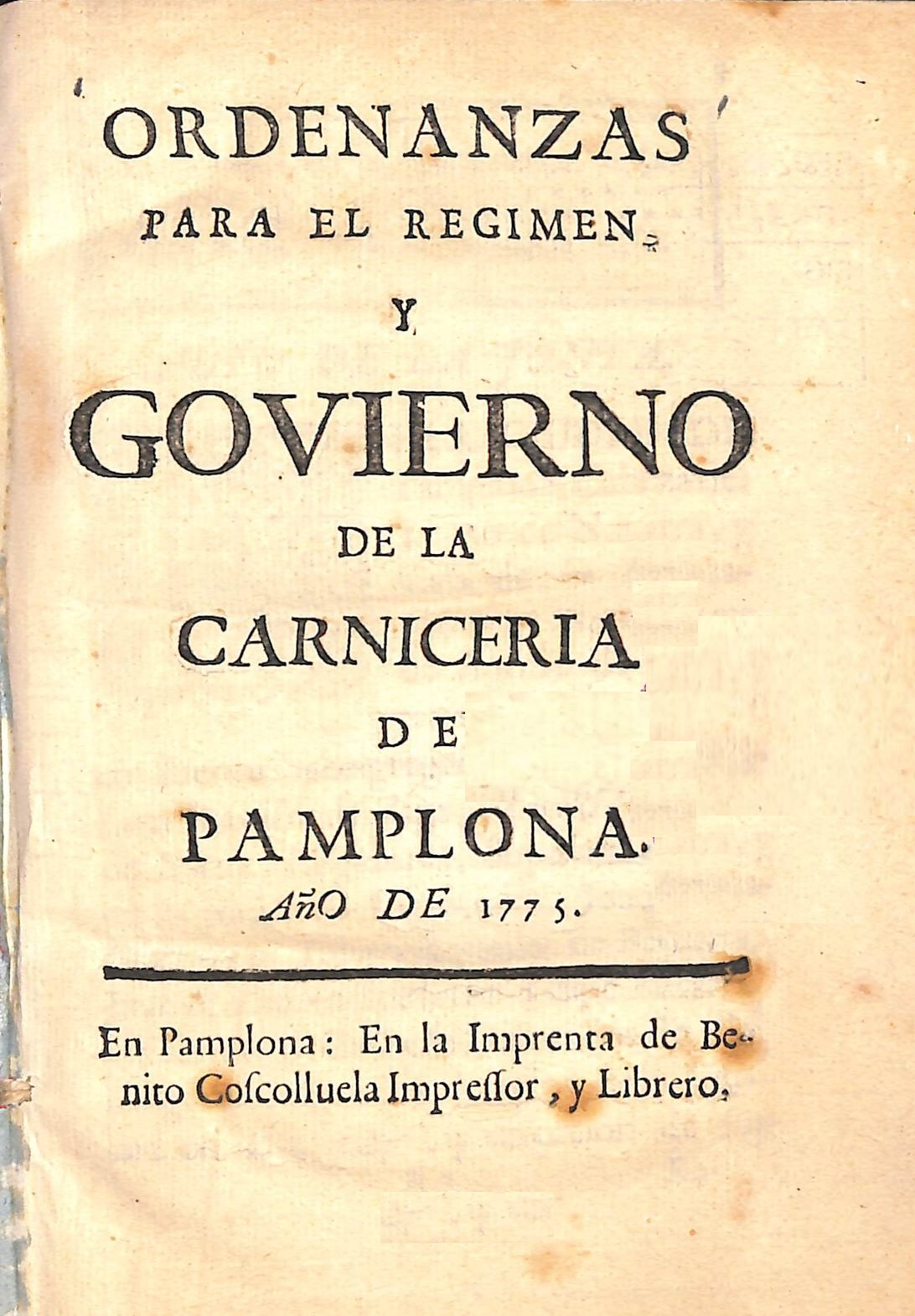
Ordenanzas de la carnicería de Pamplona por Benito Cosculluela, "impresor y librero" (1775)

## Librero
En 1767 abre una librería en Pamplona, que le da la oportunidad de intervenir como tasador de varias bibliotecas particulares. En ese mismo año, como consecuencia de la expulsión de los jesuitas de España, Miguel Antonio Domech, que había sido nombrado administrador de los bienes expropiados a la Compañía de Jesús en Pamplona, le encomienda el inventario de la biblioteca de esta orden religiosa.
Mantiene relaciones comerciales con el conocido librero de Madrid Bernardo Alberá al menos desde 1774, cuando le compra libros por importe de 3379 reales de plata, hasta 1782. Se ha de tener en cuenta que el año anterior también había adquirido a Miguel Antonio Domech libros de la tienda que había cerrado por importe de 3548 reales de plata. De tal manera que en sus primeros años como librero invirtió casi siete mil reales de plata para constituir el fondo bibliográfico de su negocio.
También se conocen contactos comerciales con colegas de Logroño, San Sebastián y diversas localidades de Aragón.

## Impresor
En 1773 Miguel Antonio Domech, enriquecido al margen del negocio del libro, cierra la imprenta y la librería y las vende a Benito Cosculluela y José Longás, que posiblemente habían trabajado a sus órdenes.

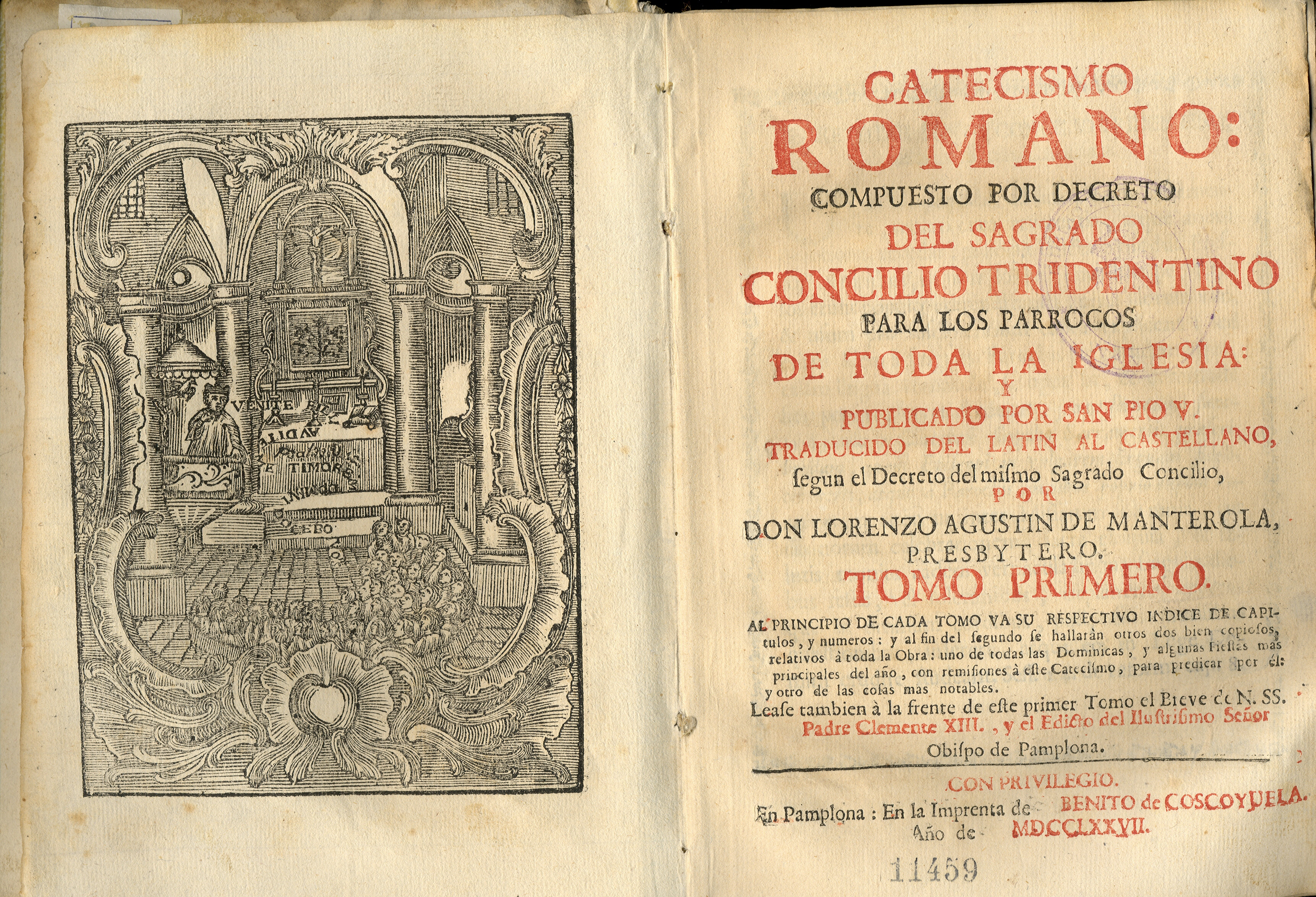
Portada del Catecismo Romano con una xilografía a toda página (1777)

Cosculluela, además de los libros por el montante señalado, compra utillaje de imprenta por importe de 5700 reales de vellón aproximadamente, con el compromiso de pagar estas cantidades en cinco años. De esta manera, al año siguiente de la compra pone en funcionamiento su taller de imprenta. Dos años después firma una solicitud de exención del servicio militar para los tipógrafos y sus empleados en la que figuran los demás tipógrafos de la ciudad: José Miguel Ezquerro, José Longás, Joaquín Domingo, José Francisco de Rada y Antonio Castilla.
Su primer trabajo conocido sale en 1774; es un vía crucis del afamado franciscano Antonio Arbiol presentado como un modesto folletito de 32 páginas, pero se tiene constancia de que ese mismo año solicitó licencia de impresión para once títulos, todos ellos de piedad y de gran demanda, cuyo privilegio había caducado y que habían sido editados anteriormente en Pamplona, Madrid y Barcelona.
En 1777 publica la primera edición castellana del Catecismo Romano, presentada en dos volúmenes en cuarto con más de mil páginas. Su traductor y editor es Lorenzo Agustín de Manterola, sacerdote, catedrático del Seminario de Pamplona. La edición, que cuenta con el apoyo del obispo de Pamplona, se agota en dos años. La liquidación final presentó ingresos por valor de 9141 reales de vellón, de los que 4681 correspondían a las ventas del editor, que había promocionado la obra entre los clérigos de la diócesis, mientras que 4460 procedían de Cosculluela. 
En su negocio atiende encargos preferentemente de Navarra y, en menor medida, de fuera de ella, como se comprueba en 1790 cuando imprime la historia de la Virgen de la Sierra venerada en la localidad aragonesa de Villarroya, al pie del Moncayo; el Compendio histórico de la villa de Ejea de los Caballeros de José Felipe Ferrer y Racax; o el Novenario espiritual a María de el Oriente de fray Antonio Heras, franciscano residente en Logroño, del que en 1782 había publicado un tratado de teología en dos tomos de tamaño folio que sumaban 1192 páginas.

### Personal del taller
Al poco de abrir la imprenta contrata, inicialmente por un año con el salario de 480 reales, al oficial impresor Martín José de Barásoain, y coge como aprendiz a Martín Antonio Mezquíriz, al que mantendrá y enseñará el oficio durante siete años, al cabo de los cuales le entregará un traje nuevo, según era práctica habitual. El joven no sabe escribir, es huérfano y está al cargo de un familiar sacerdote.
En 1781 toma a Gabriel Gómez como «mancebo librero» (encuadernador) y cinco años más tarde aparece como aprendiz León Lorente, de 16 años, que vive en la casa de su patrón.

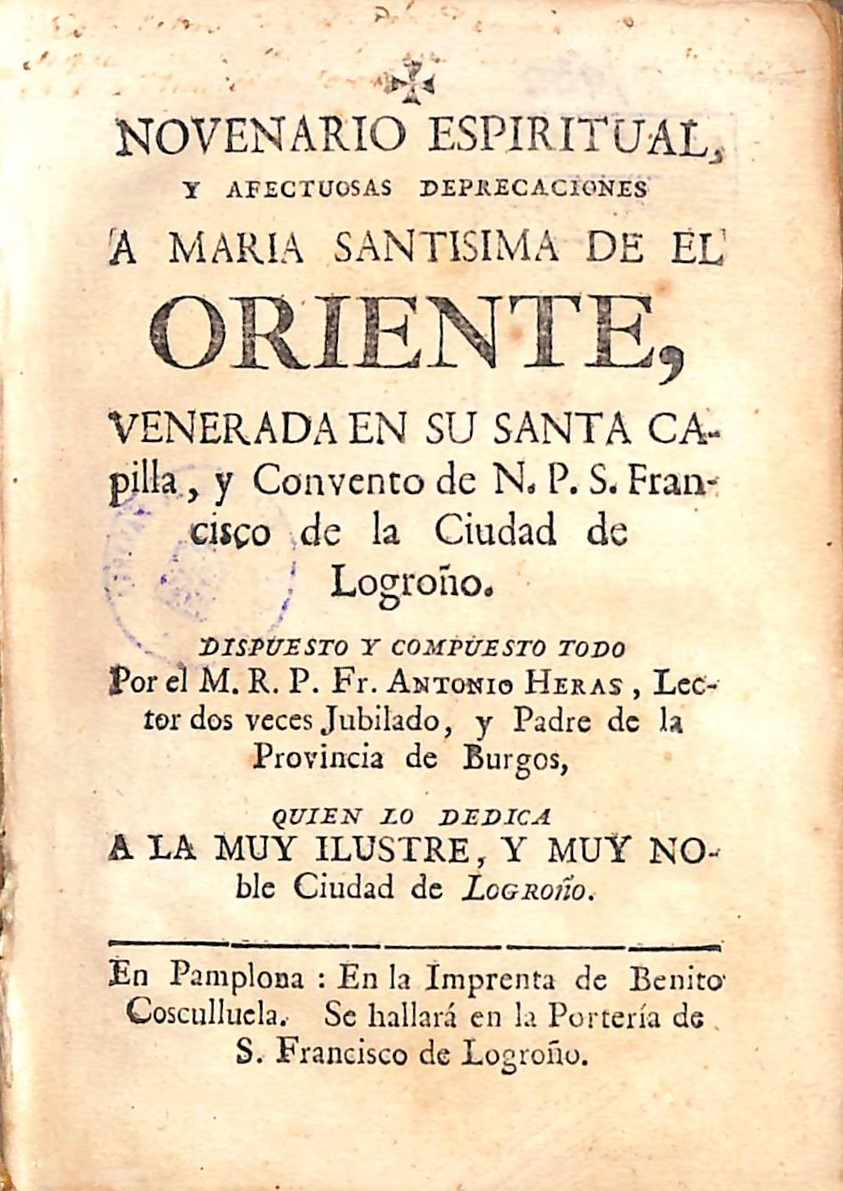
Novenario editado y puesto a la venta por los franciscanos de Logroño

Indudablemente para hacer frente a la impresión de obras de gran dimensión recurriría, como era práctica habitual, a la contratación temporal de oficiales experimentados.

### Trabajos menores
La realización de trabajos de «remendería» (trabajos menores) constituía la actividad cotidiana de las imprentas manuales de poblaciones como Pamplona, entre las que figuraba la de Benito Cosculluela, y solo excepcionalmente recibían el encargo de imprimir un libro.
El Ayuntamiento de la capital navarra fue cliente habitual de Benito Cosculluela desde el comienzo de su actividad profesional hasta su fallecimiento. Para esta institución imprimió multitud de impresos oficiales, como aranceles y otros papeles administrativos, con tiradas que podían llegar a los 10 000 ejemplares; ordenanzas municipales y sermones conmemorativos de acontecimientos relacionados con la familia real, con tiradas que oscilaban entre los doscientos y los ochocientos ejemplares. Encuadernó los libros de actas y de tesorería y adornó los más preciados con filetes y escudos dorados y con papeles especiales, pintados o plateados. Su librería surtió al consistorio de material de escritura, libros «en blanco» y papeles de toda clase, entre los que destacaba el importado de Holanda para los libros de actas.
La catedral de Pamplona le encarga desde sus primeros años como librero el arreglo y encuadernación de los libros del coro y misales que, por su uso diario, necesitaban ser reparados con frecuencia.
También atendió a la Diputación del Reino, tal y como sucedió en 1782, cuando hizo diversas encuadernaciones en pasta y pergamino por las que facturó 242 reales, aunque finalmente se redujeron a 218 porque la Diputación estaba en desacuerdo con la factura.

### Colaboración con José Longás (1779-1791)

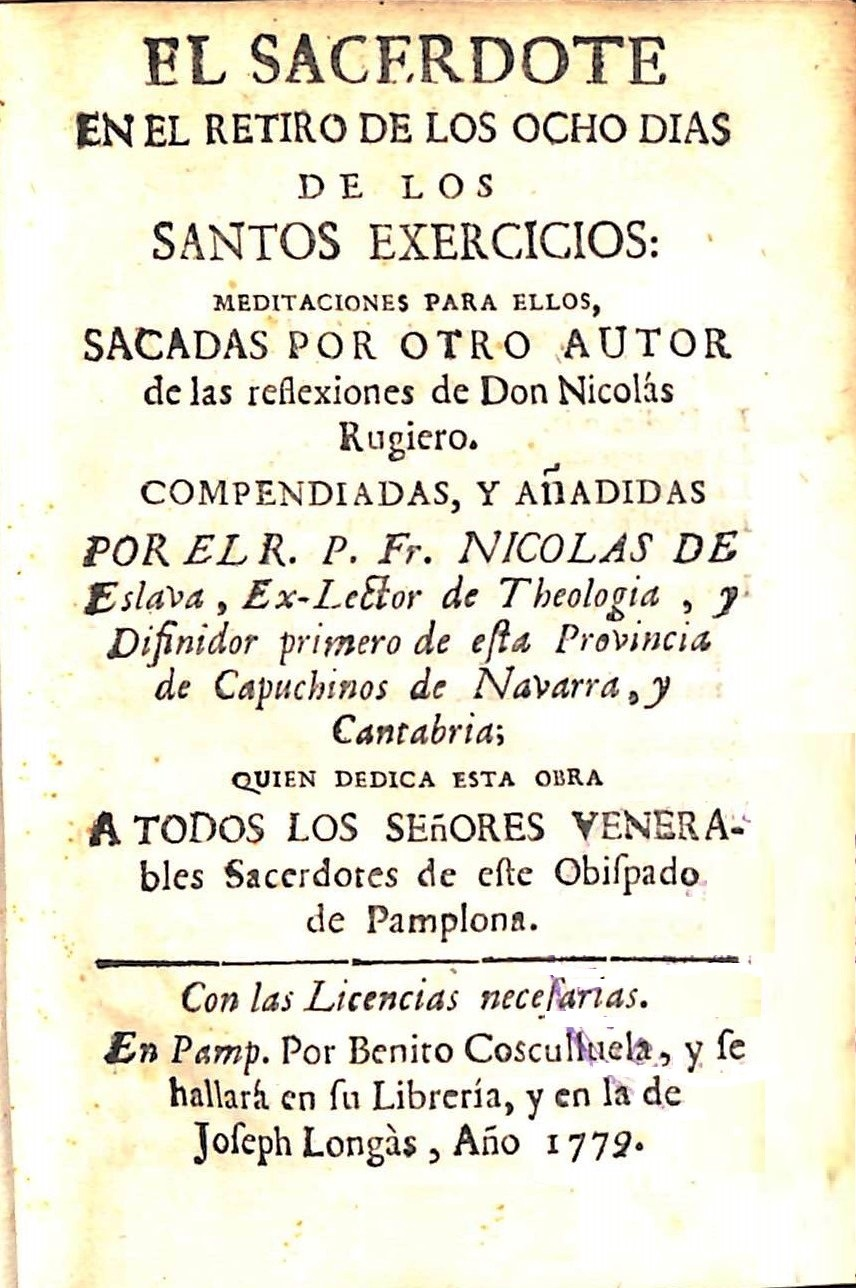
Libro de meditación para los sacerdotes editado y puesto a la venta por Benito Cosculluela y José Longás (1779)

Benito Cosculluela y José Longás son aragoneses que en Pamplona habían coincidido en la imprenta de Miguel Antonio Domech y que posteriormente se instalaron por su cuenta. Mantuvieron una buena relación personal y profesional, que al comienzo de su actividad como impresores los llevó a coeditar determinadas obras. Tal es el caso de El sacerdote en el retiro de Nicolás Rugiero, un volumen en formato octavo con 339 páginas (1779); la segunda edición del Catecismo Romano (1780), para la que compraron «letrería» (tipos de imprenta) en Madrid, y más adelante el Compendium Salmanticense del carmelita descalzo Antonio de San José, que ocupaba dos tomos en folio con más de mil doscientas páginas (1791). La dimensión de las dos últimas obras explicaría la conveniencia de unir los dos talleres para sacarlas adelante y, en consecuencia, venderlas cada uno por su parte, tal y como anunciaban en la portada: «Se hallará en su librería [de Benito Cosculluela] y en la de Joseph Longás».
Por otra parte, en 1779 los dos impresores, juntamente con el comerciante pamplonés Martín José Herreros, tomaron en arriendo por seis años la fábrica de papel de Aoiz, sin duda con el propósito de contar con suministro de calidad y a buen precio. Pero al cabo de catorce meses abandonaron el negocio y dejaron al tercer socio como único arrendatario.

## Producción de libros
En los 19 años en los que se registra en el taller de Benito Cosculluela la impresión de monografías, se tiene noticia de la existencia de 33 títulos, que vienen a suponer el 4,2 del total de Navarra en el siglo XVIII. En su inmensa mayoría se trata de primeras ediciones. 
La media anual de impresión de libros es de 1,6 y se sitúa ligeramente por encima del conjunto de la producción en Navarra.
El periodo de mayor intensidad se inicia en 1784, con la edición de las obras de Feijoo, y culmina en 1789 con siete títulos, aunque de poca entidad tipográfica, para caer inmediatamente, posiblemente por enfermedad de Cosculluela, hasta el punto de que en los dos últimos años de su vida no se conoce la impresión de libro alguno. 
La ausencia de títulos en 1783 y 1785 se explicaría por la preparación e impresión del Teatro Crítico Universal de Feijoo, que se ha computado en 1784.
| Producción de libros de la imprenta de Benito Cosculluela (1774-1792) |
| --------------------------------------------------------------------- |
|                                                                       |

En cuanto a la distribución temática, la Religión supone un tercio de los libros impresos, en tanto que las obras de Literatura figuran en segundo lugar con siete títulos. El resto ofrece una presencia más modesta, que en orden decreciente va de la Historia al Derecho para terminar en las Ciencias.

### Edición de las obras de Feijoo
El Teatro crítico universal (publicado entre 1726 y 1740) y las Cartas eruditas y curiosas (1742-1760) del benedictino Benito Jerónimo Feijoo  gozaron de gran aceptación, en buena parte estimulada por la polémica que suscitaron entre ilustrados y conservadores. Se considera que entre 1736 y 1787 se vendieron 300 000 colecciones de estas obras. Hay que tener en cuenta que cada una de ellas constaba de trece tomos.

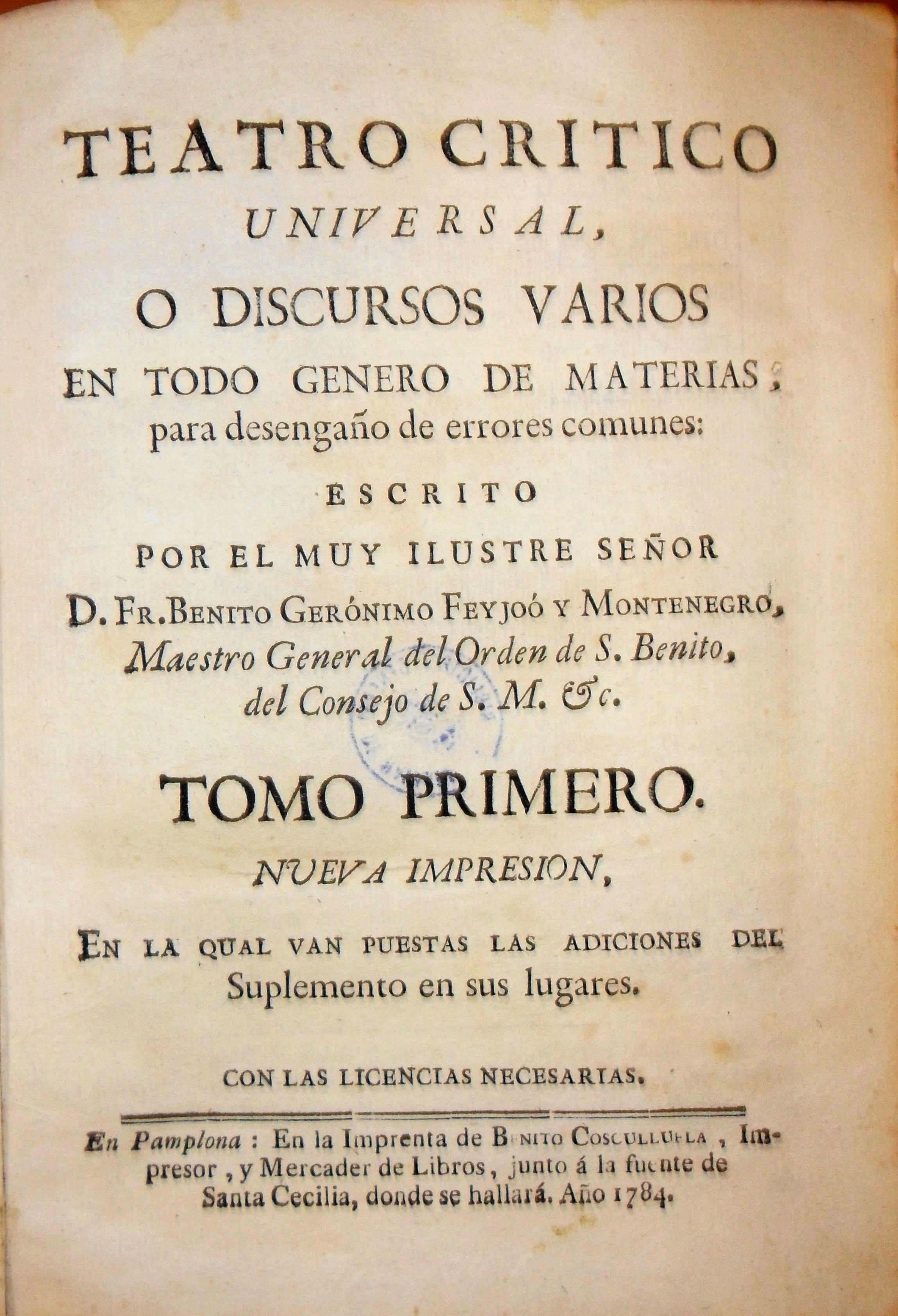
Primer tomo del Teatro Crítico Universal impreso en 1784

Fiado en el éxito alcanzado por Feijoo, Benito Cosculluela decide editar sus obras, y para ello se asegura de que los derechos de edición están libres, ya que en virtud de la Real Orden de 22 de marzo de 1763 las comunidades religiosas habían dejado de poseer el privilegio exclusivo sobre las obras de sus miembros.
En segundo lugar, busca un socio capitalista y lo encuentra en Joaquín de Endériz, receptor de los tribunales con el que forma sociedad en julio de 1783. Pero al cabo de cuatro meses la disuelve sin problemas e inmediatamente constituye otra, ahora con dos socios solventes, los prósperos comerciantes de Pamplona Sebastián Aldaz y Esteban Espinal.
La edición ocupó 17 volúmenes en cuarto que sumaban más de ocho mil páginas. La tirada fue de 1500 colecciones que se vendieron a 63 reales las encuadernadas en «rústica» (con cubiertas de papel). La venta se estableció por suscripción, a tenor del alto precio de la obra, del elevado número de volúmenes y de la necesidad de programar su publicación. Se anunció en un prospectus (folleto) en el que los editores daban cuenta del contenido de la obra, sus características técnicas, los tipos de encuadernación, el calendario de aparición de los tomos y su precio. De conformidad con lo previsto, los volúmenes salieron con periodicidad uniforme entre 1784 y 1787.

### Suscriptores
La edición tuvo 562 suscriptores que compraron 687 juegos, algo menos de la mitad de la tirada. De ellos 419 eran de Navarra y se repartían entre 137 localidades, principalmente pequeñas, ya que en las grandes, como Tudela, los libreros se encargarían de la venta directa. Son relativamente abundantes los sacerdotes de pueblos pequeños, lo que puede significar que se trataba de clérigos de mentalidad abierta, acorde con el pensamiento ilustrado de Feijoo. 
Fuera de Navarra, destacan los 50 suscriptores de Guipúzcoa, a los que siguen 35 en Zaragoza y 11 en Logroño. En resumen, la venta por suscripción se concentró preferentemente en el reino de Navarra y en el ámbito más extenso de la diócesis de Pamplona, con alguna incidencia en los territorios vecinos de Castilla y Aragón. Además, se enviaron 50 juegos a Bogotá destinados al deán de la catedral.
A los dos años de finalizada la edición, en 1789, los socios acuerdan vender a precio de saldo al librero José Longás los 774 juegos que todavía tenían almacenados. De esta manera se disolvió la sociedad, que tras una inversión de 67 000 reales solo obtuvo de beneficio 1653, que se repartieron los tres socios.
El procedimiento de venta por suscripción de obras de grandes dimensiones y alto precio lo puso en práctica en Navarra Joaquín Domingo en 1780, le siguieron José Longás en 1782, y Benito Cosculluela en 1784.

## Galería de imágenes

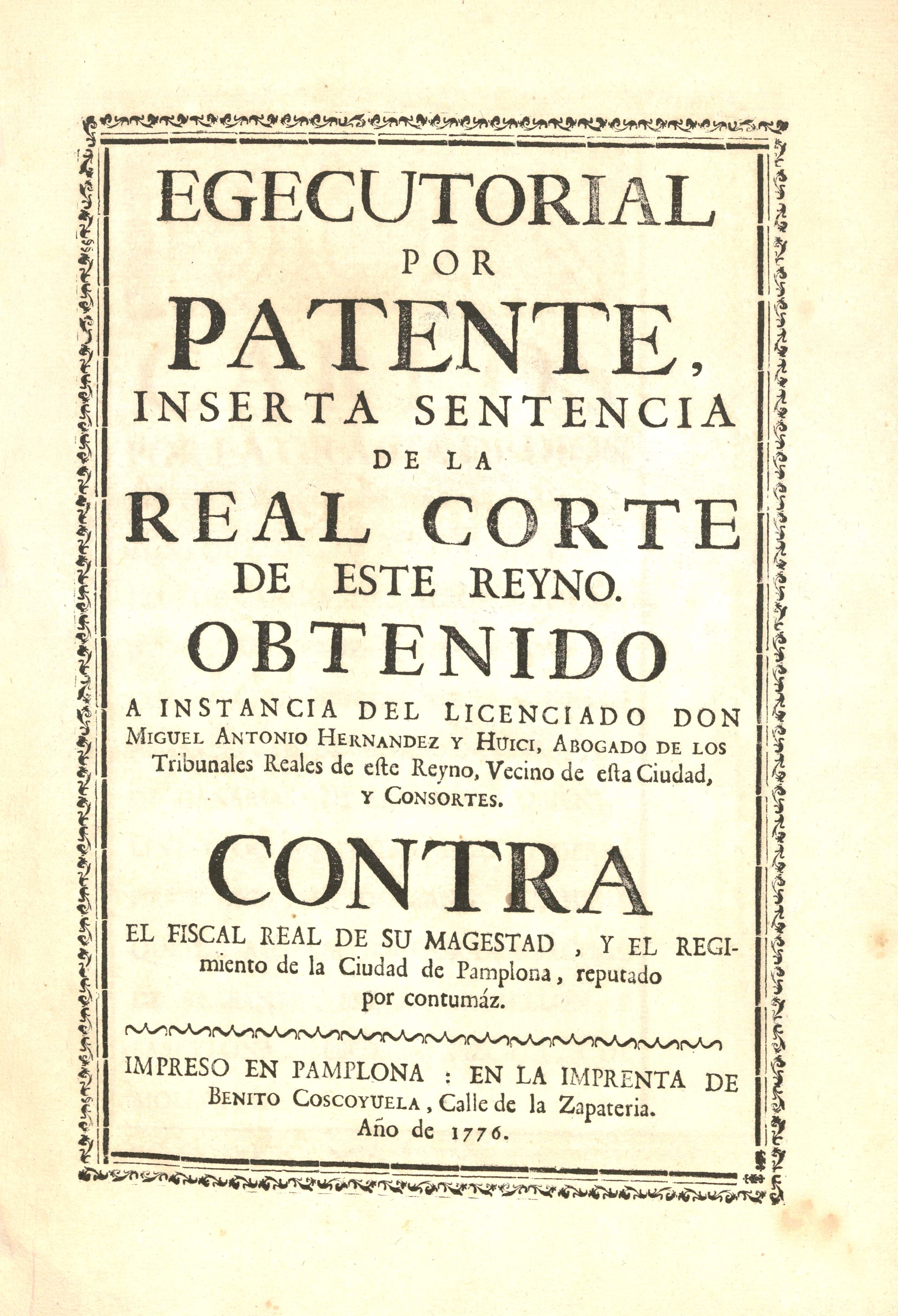
Ejecutorial de hidalguía impreso por Benito Cosculluela en su imprenta de la Calle de la Zapatería (1776)
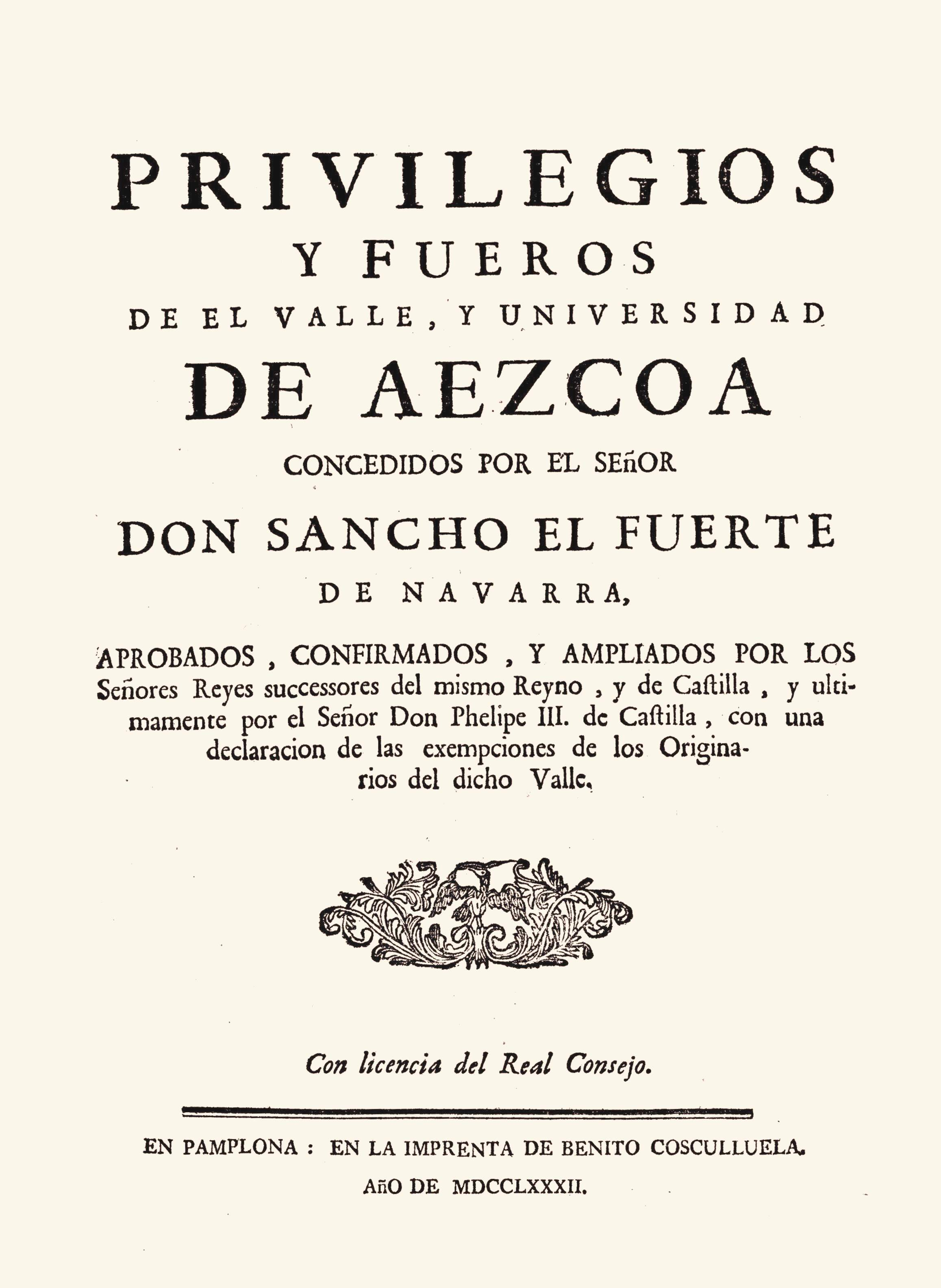
Portada clasicista de los privilegios del valle de Aézcoa (1782)
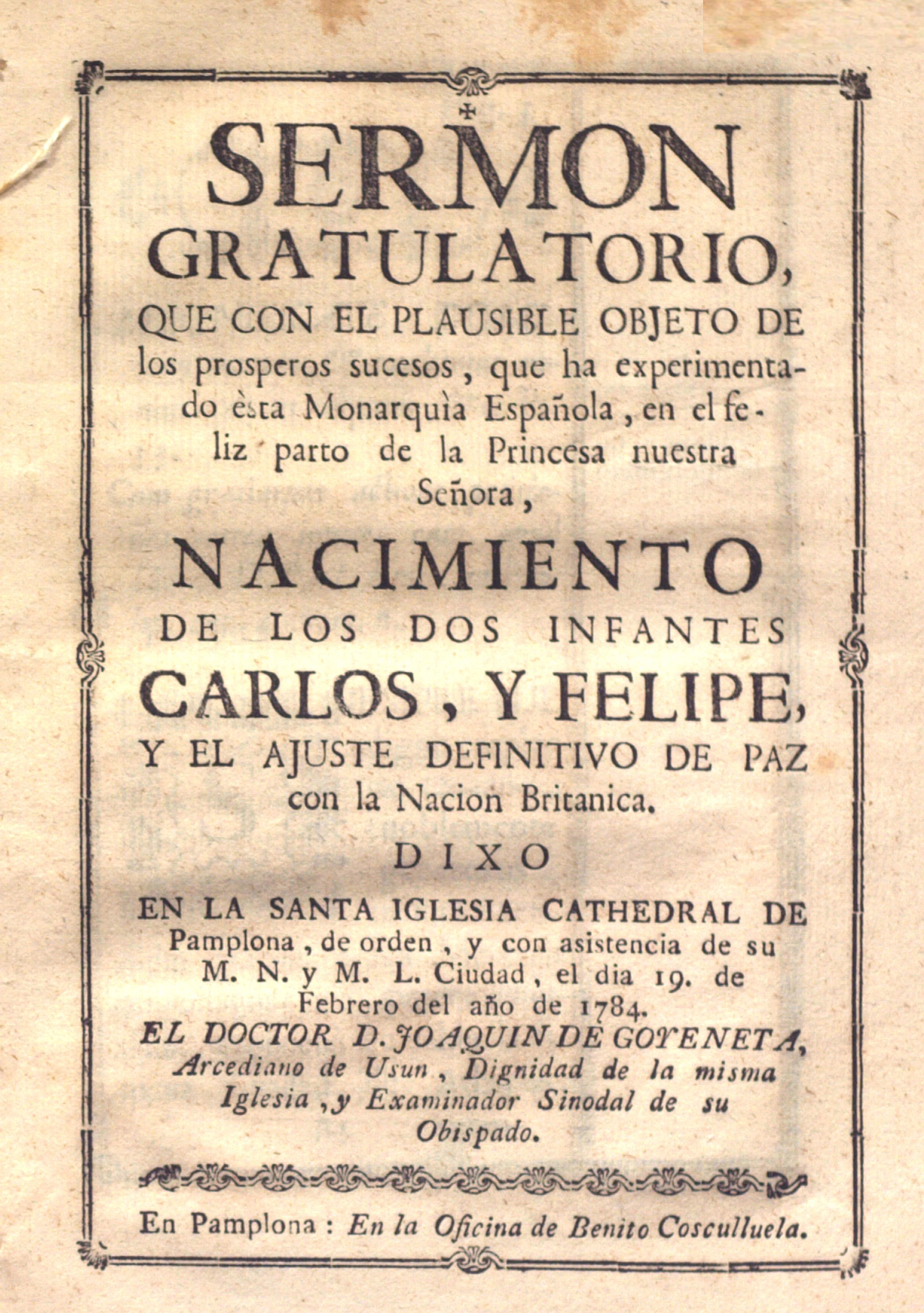
Sermón que celebra el nacimiento de los infantes Carlos y Felipe y la paz con Inglaterra (1784)
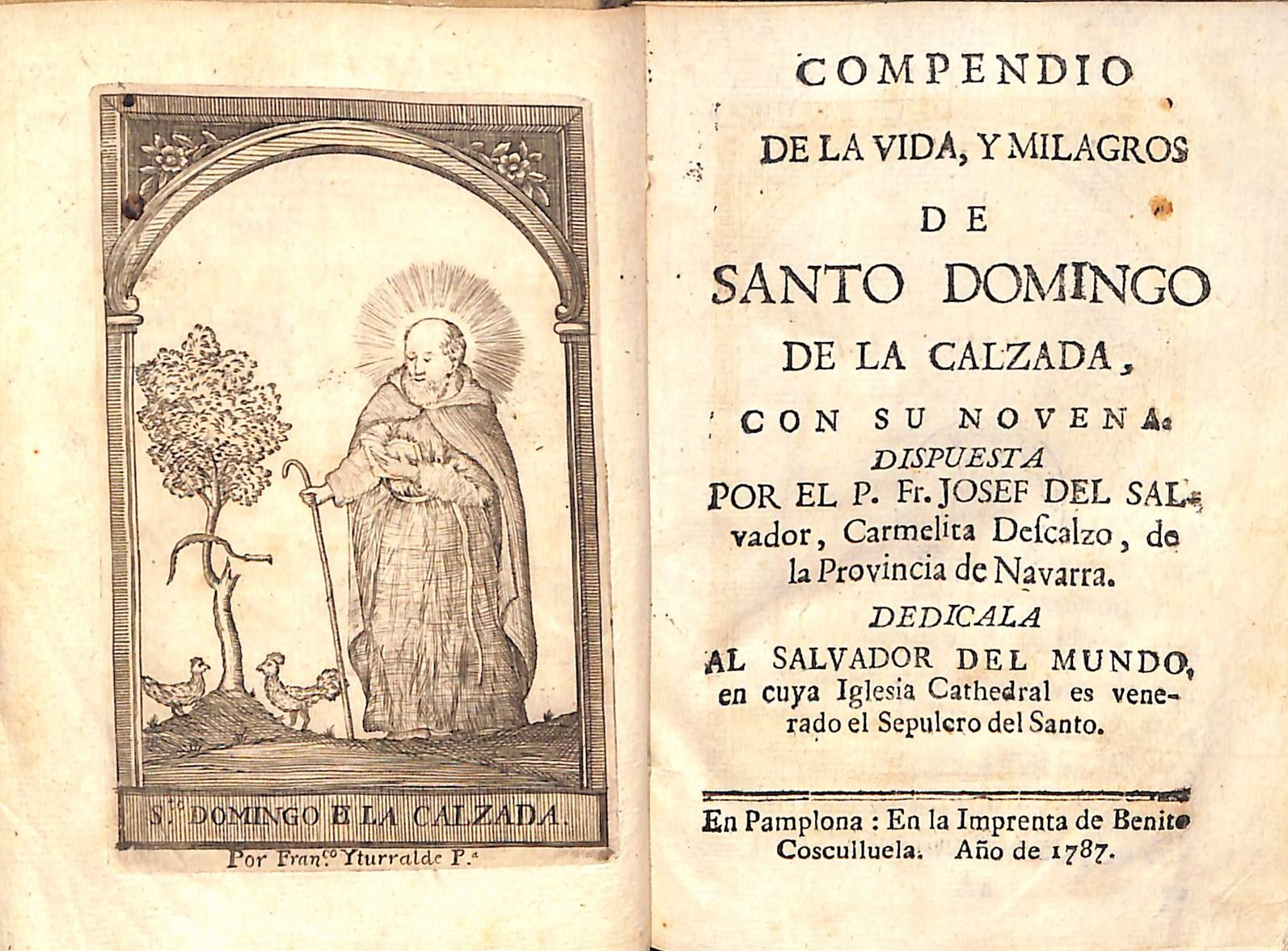
Vida de santo Domingo de la Calzada con un grabado calcográfico firmado en Pamplona por el platero Francisco Iturralde (1787)
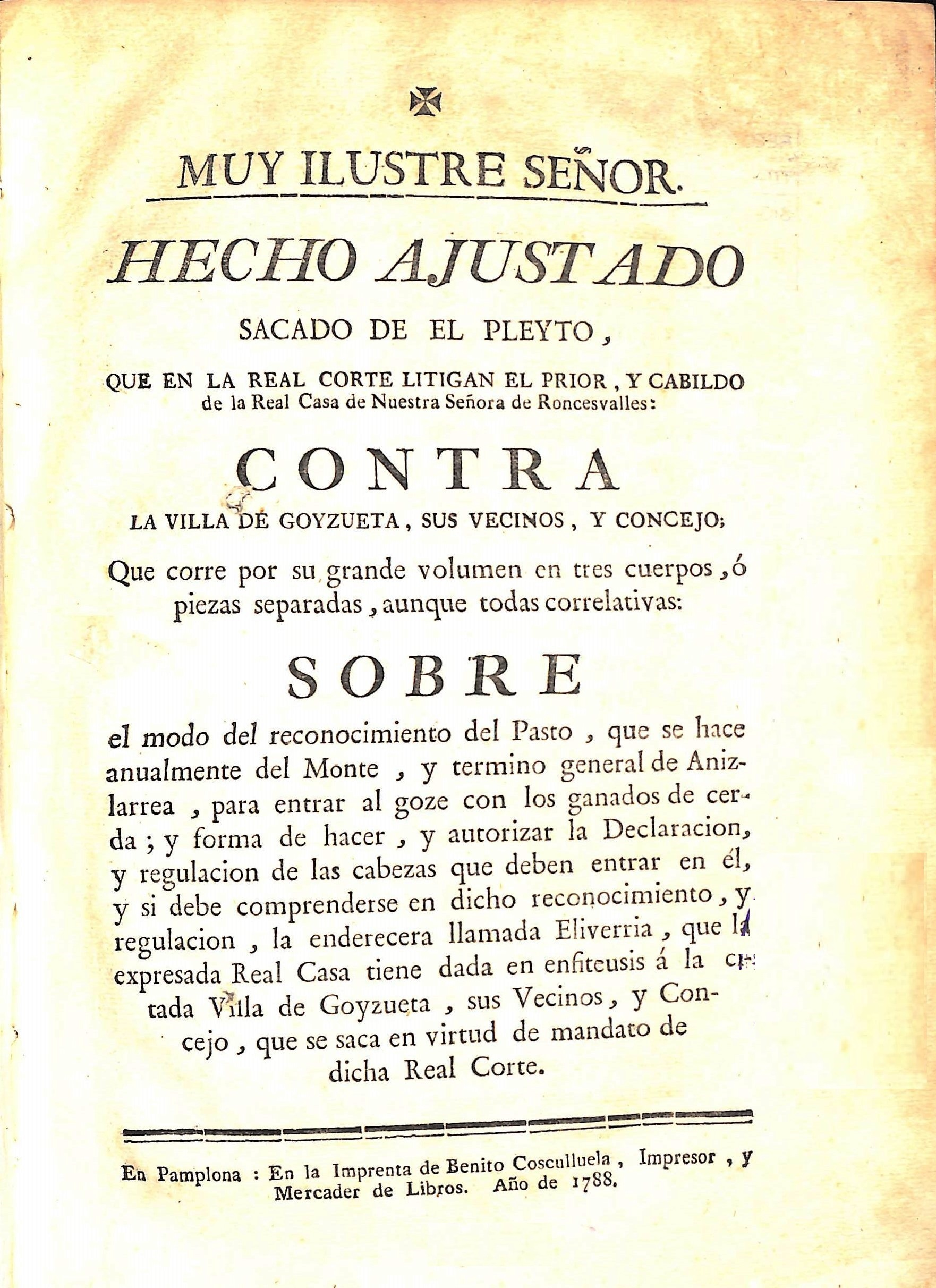
Pleito de la villa de Goizueta contra la colegiata de Roncesvalles (1788)
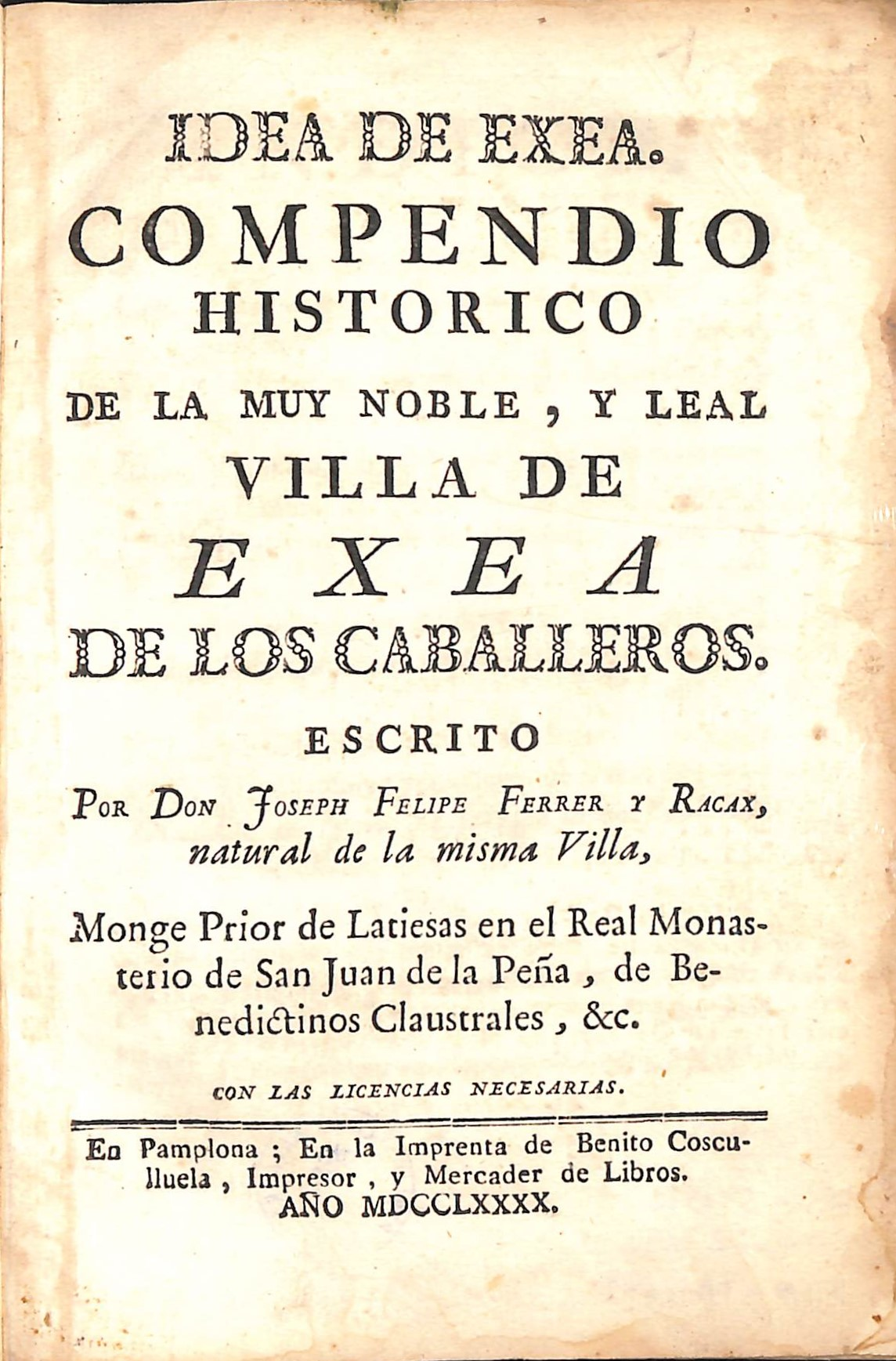
Historia de Ejea de los Caballeros por el benedictino José Felipe Ferrer y Racax (1790)